# Ізваринська селищна рада
Ізва́ринська се́лищна ра́да — орган місцевого самоврядування у складі Краснодонської міської ради Луганської області. Адміністративний центр — селище міського типу Ізварине.

## Загальні відомості
- Територія ради: 8,02 км²
- Населення ради: 2 503 особи (станом на 2001 рік)

## Населені пункти
Селищній раді підпорядковані населені пункти:
- смт Ізварине
- смт Краснодарський

## Склад ради
Рада складається з 20 депутатів та голови.
- Голова ради: Дєнікін Михайло Олександрович
- Секретар ради: Лещенкова Інна Миколаївна

### Керівний склад попередніх скликань
| ПІБ                           | Основні відомості                                                                      | Дата обрання | Дата звільнення |
| ----------------------------- | -------------------------------------------------------------------------------------- | ------------ | --------------- |
| Денікін Михайло Олександрович | Селищний голова, 1960 року народження, безпартійний                                    | 26.03.2006   | 31.10.2010      |
| Дєнікін Михайло Олександрович | Селищний голова, 1960 року народження, освіта середня спеціальна, член Партії регіонів | 31.10.2010   |                 |

Примітка: таблиця складена за даними джерела

### Депутати
За результатами місцевих виборів 2010 року депутатами ради стали:

#### За суб'єктами висування
| Суб'єкт висування           | Кількість обраних депутатів | %  |
| --------------------------- | --------------------------- | -- |
| Партія регіонів             | 15                          | 75 |
| Самовисування               | 4                           | 20 |
| Комуністична партія України | 1                           | 5  |

#### За округами
| № округу                    | Прізвище, ім'я, по батькові        | Дата визнання обраним | Освіта                    | Партійна приналежність                        | Відомості про обраного депутата                                                   |
| --------------------------- | ---------------------------------- | --------------------- | ------------------------- | --------------------------------------------- | --------------------------------------------------------------------------------- |
| Комуністична партія України |                                    |                       |                           |                                               |                                                                                   |
| 14                          | Капля Віталій Анатолійович         | 04.11.2010            | Освіта середня            | член Комуністичної партії України             | Східноукраїнський національний університет ім. В. Даля, студент                   |
| Партія регіонів             |                                    |                       |                           |                                               |                                                                                   |
| 1                           | Мохно Олена Олександрівна          | 04.11.2010            | Освіта середня            | член Партії регіонів                          | Ізваринська селищна рада, прибиральниця                                           |
| 2                           | Сульженко Людмила Іванівна         | 04.11.2010            | Освіта середня            | член Партії регіонів                          | тимчасово не працює                                                               |
| 3                           | Заморхова Юлія Олексіївна          | 04.11.2010            | Освіта середня спеціальна | член Партії регіонів                          | КЗ «Будинок культури ім. Воровського», худ.керівник                               |
| 4                           | Міщерін Юрій Володимирович         | 04.11.2010            | Освіта середня            | член Партії регіонів                          | УМВС м. Краснодона, інспектор служби МОГСО УГСО                                   |
| 5                           | Голікова Галина Геннадіївна        | 04.11.2010            | Освіта вища               | член Партії регіонів                          | КЗ «Амбулаторія с. Ізварине», бухгалтер                                           |
| 6                           | Чернова Ірина Василівна            | 04.11.2010            | Освіта середня            | член Партії регіонів                          | КЗ «Будинок культури ім. Воровського», сторож                                     |
| 7                           | Ізварина Раїса Василівна           | 04.11.2010            | Освіта середня спеціальна | член Партії регіонів                          | КП «Водоканал» м. Краснодона, контролер                                           |
| 8                           | Рубан Ірина Миколаївна             | 04.11.2010            | Освіта середня спеціальна | член Партії регіонів                          | Ізваринська селищна рада, інспектор військово-облікового столу                    |
| 9                           | Лещенкова Інна Миколаївна          | 04.11.2010            | Освіта вища               | член Партії регіонів                          | Ізваринська селищна рада, секретар                                                |
| 10                          | Гвоздик Валентина Аполінаріївна    | 04.11.2010            | Освіта середня спеціальна | член Партії регіонів                          | Ізваринська загальноосвітня школа № 19 I-III ст., завгосп                         |
| 11                          | Юрова Марія Петрівна               | 04.11.2010            | Освіта середня            | член Партії регіонів                          | КЗ «Будинок культури ім. Воровського», завідувачка                                |
| 12                          | Посишена Ольга Іванівна            | 04.11.2010            | Освіта вища               | член Партії регіонів                          | Залізнична станція Ізварине, чергова                                              |
| 13                          | Матузка Людмила Василівна          | 04.11.2010            | Освіта вища               | член Партії регіонів                          | Відділення Ощадбанка Луганська область, м. Краснодон, смт Ізварине, старший касир |
| 15                          | Несмеянова Наталія Вікторівна      | 04.11.2010            | Освіта середня            | член Партії регіонів                          | тимчасово не працює                                                               |
| 16                          | Лещенкова Галина Олександрівна     | 04.11.2010            | Освіта середня спеціальна | член Партії регіонів                          | КУ «Амбулаторія с. Ізварине», медична сестра                                      |
| Самовисування               |                                    |                       |                           |                                               |                                                                                   |
| 17                          | Болдирева Галина Геннадіївна       | 04.11.2010            | Освіта середня            | член Всеукраїнського об'єднання «Батьківщина» | Ізваринська загальноосвітня школа № 19 I-III ст., вчитель                         |
| 18                          | Александрова Наталія Володимирівна | 04.11.2010            | Освіта середня            | позапартійна                                  | приватний підприємець                                                             |
| 19                          | Кріщук Олена Олександрівна         | 04.11.2010            | Освіта вища               | позапартійна                                  | Краснодарська загальноосвітня школа № 15 І-ІІ ст., вчитель                        |
| 20                          | Зінкова Надія Олександрівна        | 04.11.2010            | Освіта середня            | позапартійна                                  | ТОВ «Ремавтоматика», технічний працівник                                          |